# Вальта, Луи
Луи́ Вальта́ (фр. Louis Valtat; 8 августа 1869[…], Дьеп — 2 января 1952[…], Париж) — французский художник и гравёр. Представитель постимпрессионистского направления в искусстве, один из основателей фовизма. Он известен как ключевая фигура в стилистическом переходе в живописи от Моне к Матиссу.

## Биография
Луи Вальта родился 8 августа 1869 года в Дьепе, в регионе Нормандия во Франции. Сын богатого судовладельца. Вскоре после его рождения семья переехала в пригород Парижа — Версаль, где Луи получил образование в лицее Гоше, а затем — в парижской Школе изящных искусств, где встретился с Гюставом Буланже, Жюлем Лефевром и Ж.-Ж. Бенжаменом-Констаном.
В 1887 году продолжил обучение в Академии Жюлиана. Ученик Жюля Дюпре. Среди его сокурсников был Альбер Андре (1869—1954), который стал его близким другом.
В 1890 году основал свою собственную студию на Rue La Glaciere в Париже.
Уже в 1893-е годы Л. Вальта дебютировал в Салоне Независимых и работал совместно с А. Тулузом-Лотреком над декорациями для Парижского театра L’Oeuvre.

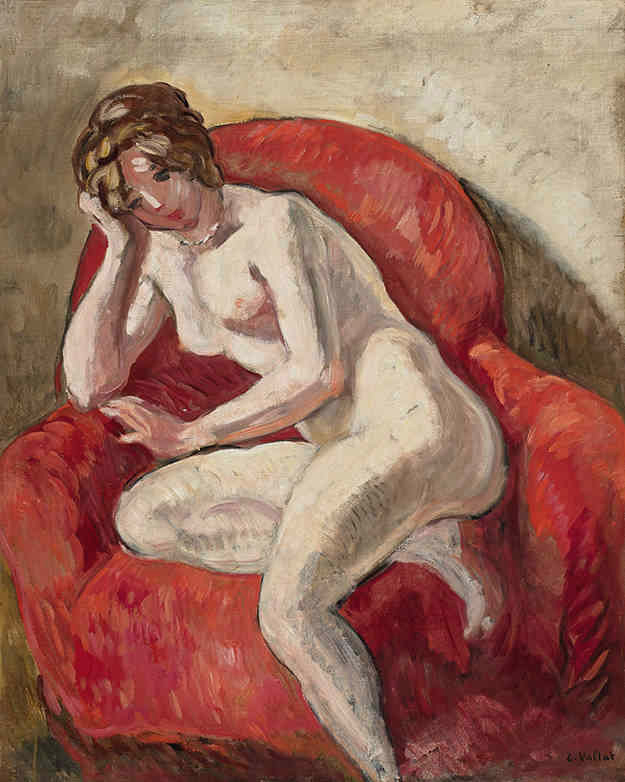
Луи Вальта, 1913 год
«Nu au fauteuil»
(Nu sur fond rose)

По стилистике его картины, написанные в эти годы, предвосхищали течение, в дальнейшем получившее название «фовизм» (les fauves — фр. дикие звери). Апогеем фовизма стала выставка молодых художников, среди которых был и Луи Вальта, прошедшая в 1905 году в Осеннем Салоне и вызвавшая шквал критики и негодования французской общественности.
Вальта экспонировал свои картины не только во Франции, но и в Брюсселе в 1900 году, Вене в 1903, Дрездене в 1906, Берлине, Будапеште, Праге и в 1908 году в Москве в Третьяковской галерее.
Луи Вальта считается ключевой фигурой периода стилистического перехода в живописи от Моне до Матисса.
На протяжении долгих лет художник страдал от туберкулёза и глаукомы, что стало причиной его размеренного образа жизни в своём доме в долине Шеврез, живописные пейзажи которой вдохновили его на создание множества шедевров. Осенне-зимний период он обычно проводил на побережье Средиземного моря в Сан-Тропе . После 1914 года работал в Париже и вблизи Руана и Версаля.
Сюжеты картин Луи Вальта составляли цветочные композиции, пейзажи и сцены современной жизни.
В преклонном возрасте Вальта очень редко выезжал куда-либо из своей студии на авеню де Ваграм в Париже, в которой и были написаны его последние картины, датированные 1948 годом, когда глаукома привела к потере им зрения.
Луи Вальта скончался 2 января 1952 года в городе Париже.